# Dunkirkmax

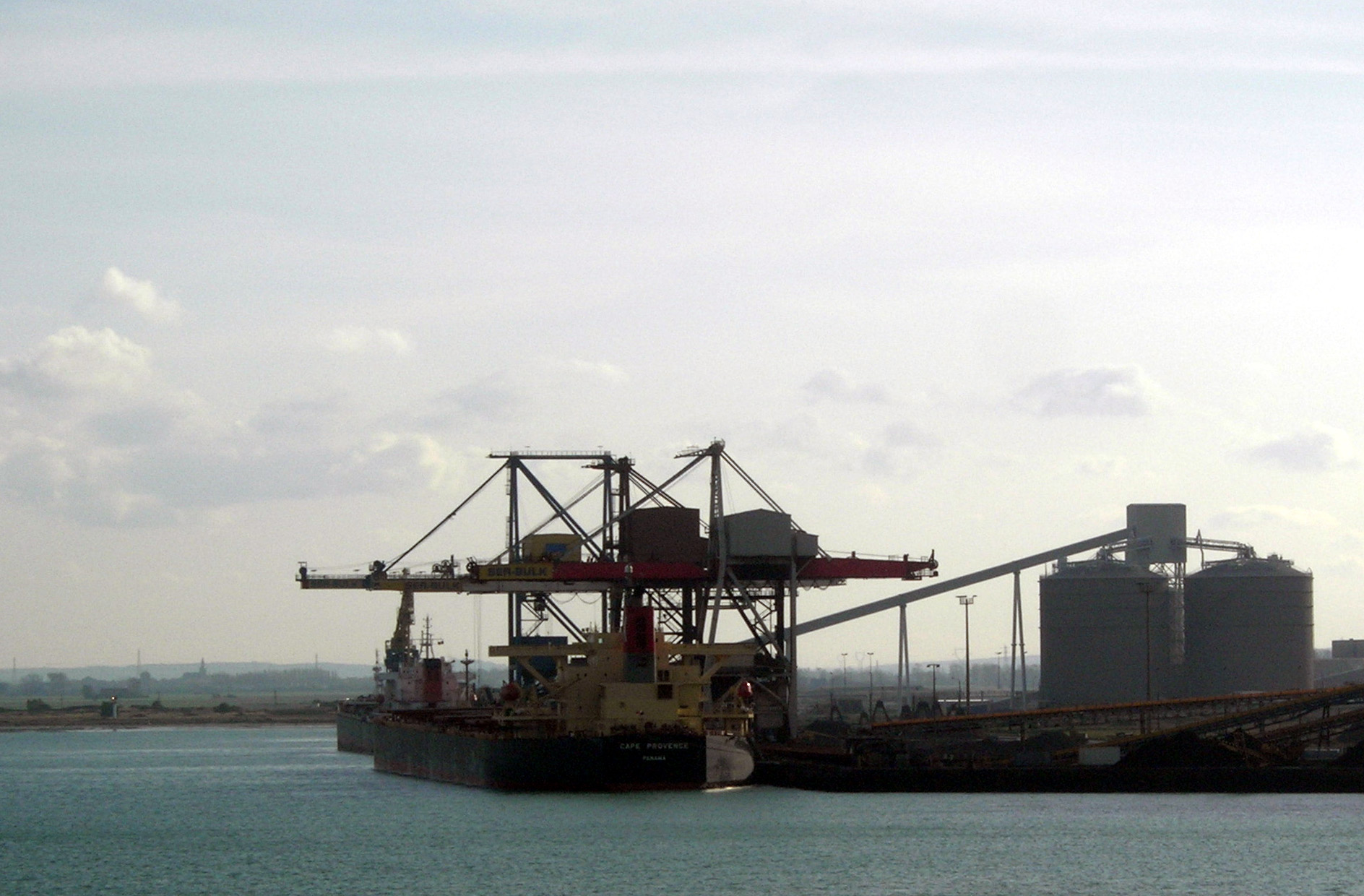
Nave attraccata nel porto di Dunkerque

Il termine Dunkirkmax indica una tipologia di navi le cui dimensioni permettono loro di attraccare al porto di Dunkerque, o Dunkirk in inglese, uno dei maggiori porti per il trasporto del minerale di ferro e di altri metalli destinati alle industrie siderurgiche.
In questo caso a limitare le dimensioni delle navi a 289 m di lunghezza e 45 m di larghezza sono le chiuse del lato orientale dello scalo.